# ميكي برادي
ميكي برادي (بالإنجليزية: Mickey Brady)‏ هو سياسي بريطاني، ولد في 7 أكتوبر 1950 في نيوري في المملكة المتحدة. حزبياً، نشط في شين فين.

## مناصب
- في انتخابات الجمعية التشريعية لأيرلندا الشمالية،  2007 [الإنجليزية]‏، انتخب عضو الجمعية التشريعية الثالثة لأيرلندا الشمالية عن دائرة Newry and Armagh (Assembly constituency) [الإنجليزية]‏ وقد انضم خلال فترته النيابية ‏ (9 مارس 2007 – 24 مارس 2011)  للكتلة البرلمانية شين فين.
- في انتخابات الجمعية التشريعية لأيرلندا الشمالية، 2011 [الإنجليزية]‏، انتخب عضو الجمعية التشريعية الرابعة لأيرلندا الشمالية ‏ عن دائرة Newry and Armagh (Assembly constituency) [الإنجليزية]‏ وقد انضم خلال فترته النيابية ‏ (6 مايو 2011 – 3 يونيو 2015)  للكتلة البرلمانية شين فين.
- في الانتخابات العامة في المملكة المتحدة 2015، انتخب عضو برلمان المملكة المتحدة الـ56 عن دائرة نيوري وآرماه وقد انضم خلال فترته النيابية ‏ (8 مايو 2015 – 3 مايو 2017)  للكتلة البرلمانية شين فين.
- في الانتخابات التشريعية البريطانية 2017، انتخب عضو برلمان المملكة المتحدة الـ57 عن دائرة نيوري وآرماه وقد انضم خلال فترته النيابية ‏ (8 يونيو 2017 – )  للكتلة البرلمانية شين فين.